# Processo di Riom

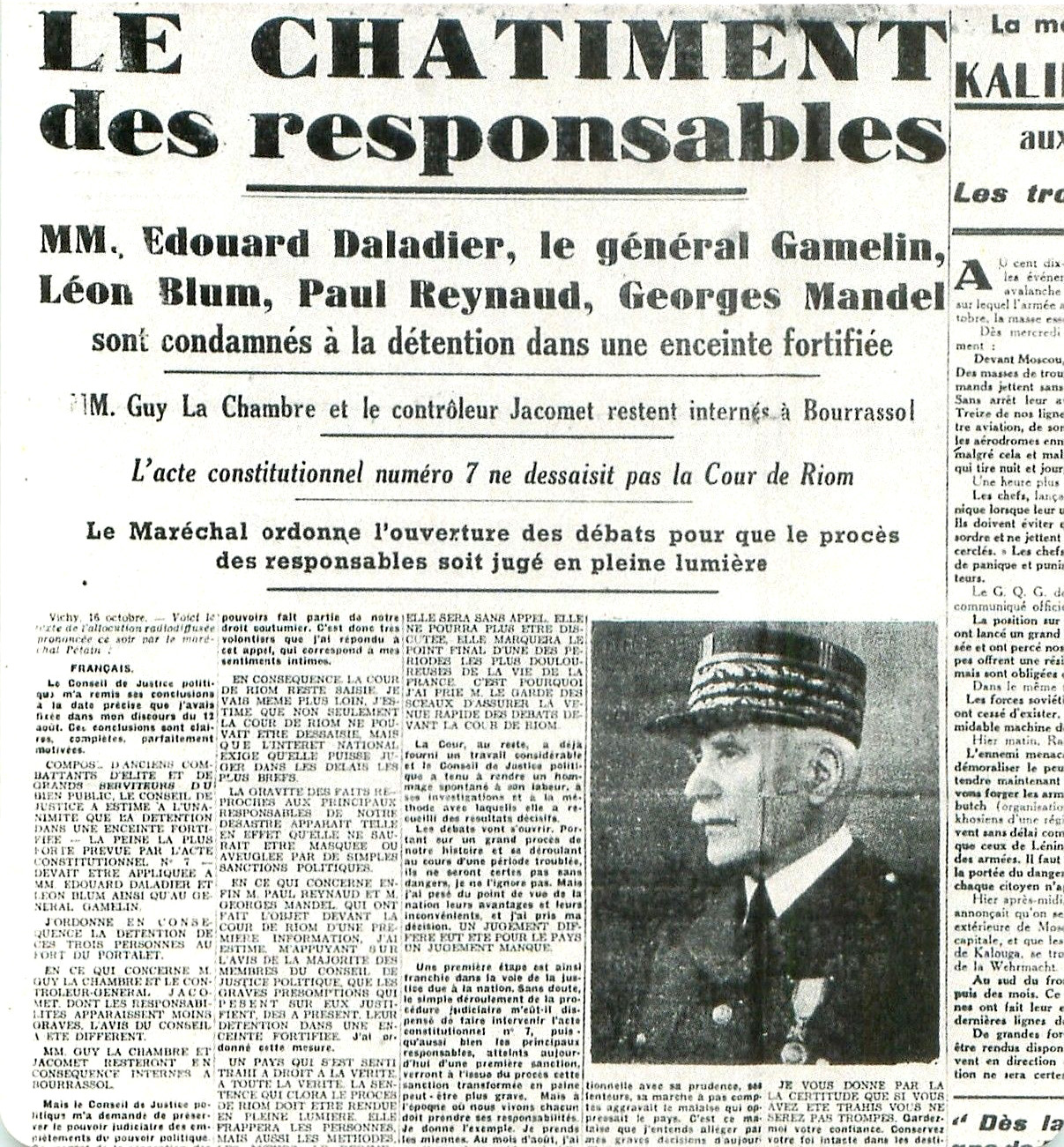
Vichy, 16 ottobre 1941, le condanne

Il processo di Riom è un processo mai concluso celebrato durante la seconda guerra mondiale, dal 19 febbraio al 15 aprile 1942 nella città di Riom, nel Puy-de-Dôme. Voluto dai dirigenti del regime di Vichy, e in particolare da Pétain, aveva l'obiettivo di dimostrare che alcuni dirigenti politici della Terza Repubblica francese erano responsabili della sconfitta nella Campagna di Francia del 1940, così come alcuni militari, a cominciare dall'ex generalissimo Maurice Gamelin, che era tra gli imputati. 
Questo processo, che non soddisfaceva le esigenze dell'occupante tedesco e che aveva preso a suo avviso, così come agli occhi del governo francese, una brutta piega, non fu mai terminato. Gli accusati, in particolare i politici Léon Blum e Édouard Daladier, per la qualità della loro difesa, ritorsero l'accusa contro le autorità del regime di Vichy e misero in luce il ruolo dell'alto comando dell'Armée française, incapace di preparare e condurre questa guerra.

## L'accusa

### La volontà di vendetta
L'accusa, sotto la pressione di Vichy, voleva dimostrare che alcuni leader politici, soprattutto di sinistra, avevano commesso gravi errori nella preparazione della Francia negli anni precedenti il conflitto. Secondo questa tesi, si rimproverava loro, tra l'altro, di non aver sufficientemente equipaggiato l'esercito. Molti di questi errori, sommandosi, sarebbero stati la causa della sconfitta francese di fronte all'esercito tedesco.
Il processo, che aveva un precedente nel processo del 1873 contro il generale François Achille Bazaine dopo la sconfitta di Sedan del 1870, avrebbe dovuto soprattutto legittimare il regime di Vichy, dimostrando che la Terza Repubblica era un cattivo sistema politico che, soprattutto a causa della sua instabilità governativa e dei suoi compromessi, aveva portato la Francia alla débâcle del 1940. Alcuni membri dell'esercito vedevano in questo processo un modo per scaricare su altri la colpa della rapida sconfitta francese; per parte sua, il regime nazista vi vedeva un modo per dimostrare l'inefficacia del sistema democratico francese e per accusare i suoi leader politici come «fautori della guerra» (erano state infatti la Francia e l'Inghilterra a dichiarare guerra alla Germania nel 1939, dopo l'invasione della Polonia da parte della Germania).

### La Corte di giustizia
La "Corte suprema di giustizia" fu istituita con l'"Atto costituzionale" nº 5 del 30 luglio 1940.

Il processo doveva "giudicare i ministri, gli ex ministri o i loro subordinati immediati [...] accusati di aver tradito i doveri del loro ufficio negli atti che hanno contribuito al passaggio dallo stato di pace allo stato di guerra prima del 4 settembre 1939 e in quelli che hanno ulteriormente aggravato le conseguenze della situazione così creata».
Il periodo dei fatti giudicati dalla Corte andava dal 1936 (arrivo del Fronte popolare al governo) al 1940 (quando le assemblee di Camera e Senato riunite in Assemblea nazionale avevano consegnato al maresciallo Pétain i pieni poteri costituenti). Bisognava evitare di risalire a prima del 1936, per non tirare in ballo alcune autorità di Vichy - tra cui lo stesso Pétain, che era stato ministro della guerra nel 1934 nel governo Doumergue (9 febbraio - 8 novembre 1934).
Contro tutti i princípi giuridici francesi e internazionali i «crimini» commessi furono definiti retroattivamente - cioè, gli atti imputati agli accusati non erano considerati criminali quando erano stati messi in atto.

### Gli accusati
Le cinque persone deferite furono:
- Léon Blum, ex presidente del Consiglio del Fronte popolare;
- Édouard Daladier, ex ministro della guerra e presidente del Consiglio dal 1938 al 1940;
- il generale Maurice Gamelin, ex capo di stato maggiore;
- Guy La Chambre, ex ministro dell'Aria (che pure aveva votato i pieni poteri a Pétain il 10 luglio 1940);
- Robert Jacomet, ex segretario generale del Ministero della Guerra.

Furono inoltre accusati ma  non perseguiti Paul Reynaud, ex presidente del Consiglio e Georges Mandel, ex ministro dell'Interno.

## Il processo
Il processo si aprì il 19 febbraio 1942.
Furono chiamati a comparire più di quattrocento testimoni, tra cui molti militari, che dovevano dimostrare che l'esercito non era sufficientemente attrezzato e che i responsabili della resa francese erano solo gli accusati. 
La legge che istituiva la settimana lavorativa di 40 ore fu presentata come una delle colpe dei governi dell'ex regime della Terza Repubblica; inoltre il rallentamento del riarmo del paese fu addebitato ai congedi retribuiti e alle nazionalizzazioni. Un'ulteriore colpa degli accusati fu individuata nella debole repressione degli «elementi sovversivi e rivoluzionari».
La difesa degli imputati politici - in particolare di Daladier e Blum - fu solida, documentata, accanita, chiamando in causa lo stesso Pétain che, Ministro della Difesa e membro del Consiglio superiore della Guerra nel 1934 con il governo Doumergue, aveva per ciò stesso una grande responsabilità nell'impreparazione dell'esercito, e dimostrando che la sconfitta non era venuta per mancanza di mezzi, ma come risultato della lunga applicazione di una politica difensiva e degli errori strategici dell'alto comando dell'esercito francese.
Presenti durante tutto il processo, i giornali stranieri riferirono con precisione le parole e i fatti. La stampa francese, da parte sua, ne parlò invece sempre meno su istruzioni molto chiare degli ambienti governativi, che da accusatori si ritrovavano sotto accusa.
Queste misure di censura venivano ovviamente aggirate dalla stampa alleata e diffuse in particolare nella trasmissione radiofonica trasmessa da Londra Les Français parlent aux Français.

### Le condanne
Mentre l'istruttoria vacillava e la tensione bellica saliva, in particolare dopo l'invasione dell'Unione Sovietica da parte della Germania il 22 giugno 1941, il maresciallo Pétain annunciò alla radio il 12 agosto che avrebbe condannato egli stesso i colpevoli, in virtù dell'"Atto costituzionale n. 7" del 27 gennaio 1941, dopo aver ascoltato il parere di un Consiglio di giustizia politica che egli stesso avrebbe insediato. Questo nuovo organo rese le sue conclusioni il 16 ottobre 1941. Petain decise quindi di abbandonare i procedimenti contro Paul Reynaud e Georges Mandel. 
- Paul Reynaud, già presidente del Consiglio nel 1940; il 5 settembre 1940 fu internato al castello di Chazeron, poi al forte di Portalet, come uno dei responsabili della sconfitta. Fu poi catturato dai tedeschi e inviato in campo di concentramento nel 1942. Nel 1943 fu trasferito al castello di Itter in Tirolo, insieme con altri prigionieri di rilievo. Furono liberati dagli americani il 5 maggio 1945.
- Georges Mandel, ex ministro dell'Interno; fu internato e poi consegnato ai tedeschi (novembre 1942), che lo consegnarono a loro volta alla Milice française che lo assassinò nella foresta di Fontainebleau il 7 luglio 1944.

- gli altri imputati furono condannati alla detenzione a vita in un recinto fortificato.

### La "sospensione" del processo
Di fronte alla qualità della difesa di Léon Blum e di Édouard Daladier, che indeboliva gravemente la tesi della sconfitta e quindi la legittimità stessa del regime di Vichy, i sostenitori del regime misero in atto una vera e propria contropropaganda. Anche Marcel Déat, il 24 febbraio 1942, scriveva che «non bisognava aprire il vaso di Pandora... il processo è pernicioso solo per il governo.».
Ormai però anche la stampa tedesca e i diplomatici del Reich esprimevano insoddisfazione per lo svolgimento del processo, mentre i militari tedeschi vedevano la loro vittoria del maggio 1940 nettamente svalutata. Hitler stesso, esasperato dalla svolta degli eventi, dichiarò il 15 marzo 1942: «Quello che ci aspettavamo da Riom è una presa di posizione sulla responsabilità del fatto stesso della guerra!», e il 21 marzo 1942, il suo inviato, Friedrich Grimm, fece pressione sul regime di Vichy per porre fine al processo e tentare così di limitare i danni. Anche Mussolini ebbe qualcosa da dichiarare: «Questo processo è una farsa tipica della democrazia».
Il 14 aprile 1942, dopo ventiquattro udienze, il processo fu sospeso per un «supplemento d'informazione».
Il caso fu definitivamente chiuso il 21 maggio 1943.

## Il destino degli accusati
Nel marzo 1943, Blum fu consegnato alle autorità tedesche e deportato in una piccola casa di campagna a Buchenwald, a poche centinaia di metri dal campo. Il 3 aprile 1945, lui e sua moglie vennero inclusi in un convoglio di ostaggi delle SS in Alto Adige e dopo un mese di peregrinazioni si ritrovano in un albergo del Tirolo italiano. Furono liberati il 4 maggio dall'esercito americano.
Daladier fu posto agli arresti domiciliari nel castello di Itter (Tirolo) nel marzo 1943 insieme al presidente Albert Lebrun, al generale Maurice Gamelin, a Léon Jouhaux, a Paul Reynaud, al generale Weygand, al colonnello de La Rocque, a Michel Clemenceau e a Jean Borotra. Furono liberati nell'aprile 1945, al termine della battaglia del castello di Itter, durante la quale i prigionieri combatterono al fianco di soldati della Wehrmacht, forze americane ed elementi della resistenza austriaca, contro truppe delle Waffen-SS.